# Лондонский клуб
Лондонский клуб — это неформальная организация банков-кредиторов, созданная для урегулирования вопросов задолженности иностранных заёмщиков перед членами этого клуба. Первые заседания Лондонского клуба состоялись в 1976 г. для рассмотрения вопросов задолженности Заира перед частными кредиторами.
Деятельность Лондонского клуба похожа по целям на деятельность Парижского клуба. Отличие состоит в том, что Парижский клуб объединяет государства-кредиторы в лице представителей центральных банков и министров финансов стран-кредиторов, в то время как Лондонский клуб объединяет негосударственные, коммерческие банки. Членами Лондонского клуба являются около 1000  банков из разных стран.

## Организация деятельности Лондонского клуба
Интересы банков-кредиторов в Лондонском клубе представляет банковский консультативный комитет (БКК), в котором представлены  те банки, на которые приходится максимальная часть долга данной страны. Соглашение, достигнутое между страной-должником и  комитетом, должно получить поддержку банков, на которые приходится 90-95% непогашенных обязательств должника, и только после этого данное соглашение может быть официально подписано.
Процедура урегулирования долга включает  подготовительную работу, которая включает в себя разработку стратегии урегулирования долга. Затем страна-должник проводит консультации со своими главными кредиторами с целью образования руководящего комитета. Обычно страна-должник выбирает банки, с пониманием относящиеся к выдвигаемым ею условиям работы в составе БКК и представляющие  географические регионы, перед которыми страна имеет долговые обязательства. 
В БКК по реструктуризации российского внешнего долга в последние годы входили: Deutsche Bank, Credit Lyonnais, BNP, Commerzbank, BNL, Bank of Tokyo-Mitsubishi, Bank Austria, Dresdner Bank.
Благодаря   опыту работы Банковских консультативных комитетов они  стали достаточно компетентными органами для детальной оценки экономической ситуации страны-заёмщика  и построения схемы рефинансирования долга.